# Moussa Salaou Barmou

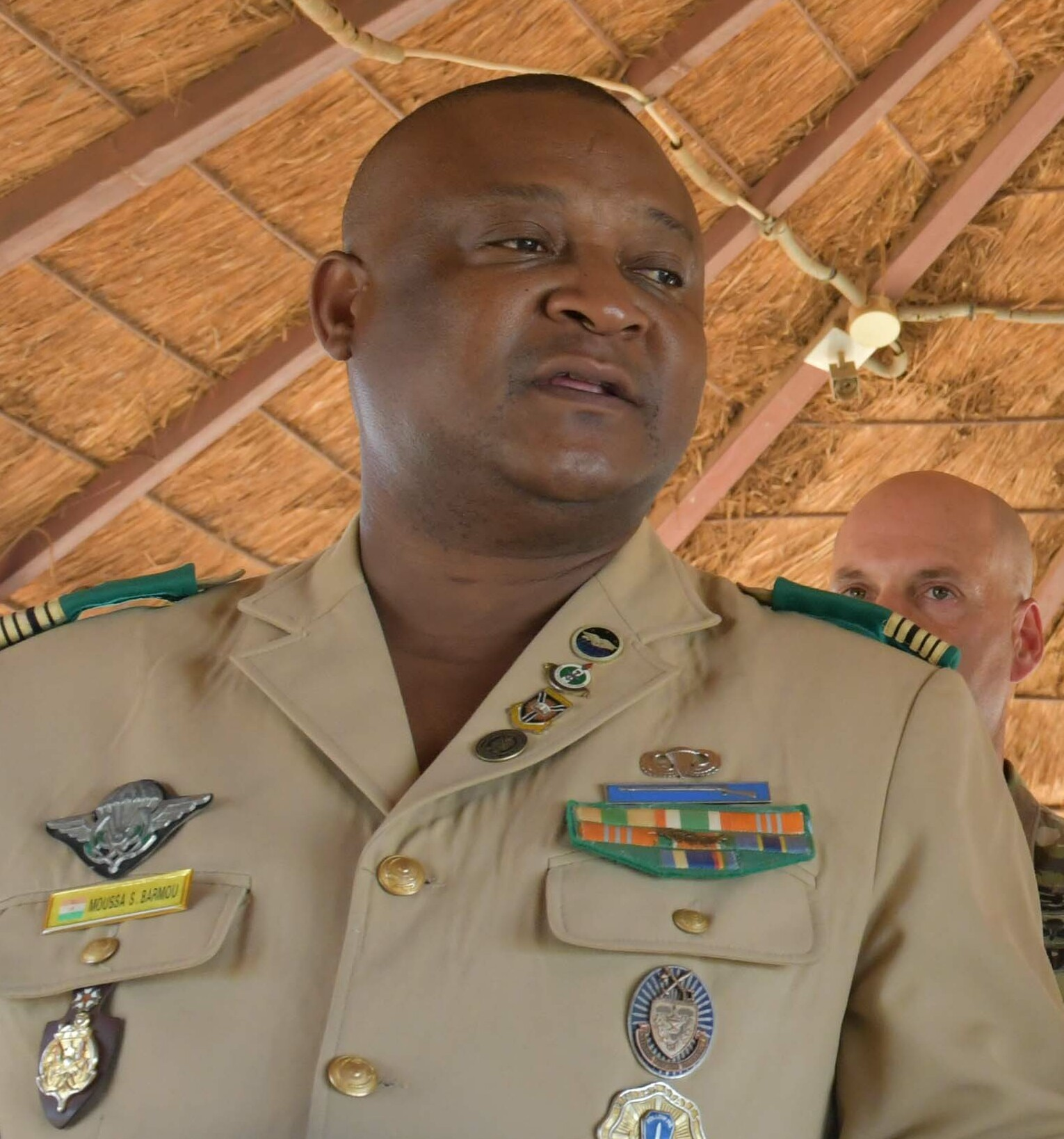
Moussa Salaou Barmou

Moussa Salaou Barmou ist ein nigrischer Oberstmajor und einer der Anführer des Militärputsches in Niger 2023. Am 26. Juli 2023 half er, den Präsidenten Mohamed Bazoum abzusetzen und ist neuer Stabschef der Streitkräfte Nigers.

## Karriere
Im Jahr 2015 erklärte Barmou, der zu diesem Zeitpunkt Leiter der nigrischen Spezialeinheiten war, in einem Interview, dass Niger Operationen gegen Boko Haram durchführte, um Sicherheit und Frieden zu gewährleisten. Barmou äußerte, dass die nigrischen Streitkräfte gute Beziehungen zu den Vereinigten Staaten pflegten. Er selbst wurde vom US-Militär ausgebildet. Am 26. Juli 2023 schloss er sich einer Junta an, die den demokratisch gewählten Präsidenten Nigers, Mohamed Bazoum, der von 2021 bis 2023 im Amt war, absetzte. Laut nigrischen Quellen war Barmou auch an der Umzingelung des Präsidentenpalastes von Bazoum beteiligt. Anfang August wurde er von der Junta als neuer Stabschef der Streitkräfte eingesetzt. Am 7. August 2023 traf er sich in Niamey stellvertretend für den neuen Machthaber Nigers Abdourahamane Tiani mit der geschäftsführenden US-Vizeaußenministerin Victoria Nuland.